# Gaig nord-americà
La gaig nord-americà (Cyanocitta cristata) és un còrvid nord-americà.

## Morfologia
El seu plomatge és predominantment blau de mig cos per a dalt, del cap a la cua. Té una cresta pronunciada. El color canvia a negre, celeste i amb llistes blanques en les rèmiges i les cabals. Per sota és blanc, amb un collaret negre al voltant del coll i els costats del cap i la cara blanca.
Com en altres aus blavenques, la coloració de la gralla blava no deriva de pigments, sinó que és el resultat de la refracció de la llum deguda a l'estructura interna de les plomes; si s'aixafa una de les plomes la coloració blava desapareix, perquè l'estructura ha estat destruïda. Això es diu coloració estructural.
El cant s'assembla a altres còrvids perquè és molt variat, però el so més comú n'és la veu d'alarma, que és un crit sorollós, gairebé com el d'una gavina. També emeten un agut iaie-iaie la freqüència del qual augmenta a mesura que l'au es veu més excitada.

## Distribució
Ocupa gran part de l'est d'Amèrica del Nord des de Terranova fins a Florida: arriba pel sud-oest fins a Texas i a Colorado pel nord-oest de la seva distribució. Es troba sobretot en boscos mixts, incloent-hi el faig americà i diverses espècies de roure, però també és visible en parcs i jardins d'algunes ciutats. A l'oest de les Rocoses és reemplaçat pel gaig de Steller.
Encara que aquest ocell roman en general tot l'any a la seva àrea de distribució, algunes poblacions del nord migren a la part sud de la distribució a l'hivern. Migren de dia.